# Sportjahr 2017
Liste der Sportjahre

◄◄ | ◄ | 2013 | 2014 | 2015 | 2016 | Sportjahr 2017 | 2018 | 2019 | 2020 | 2021 | ►

Weitere Ereignisse

## Großveranstaltungen
- 29. Januar – 8. Februar: Winter-Universiade 2017 in Almaty
- 14.–25. März: Special Olympics World Winter Games 2017 in Graz, Schladming und Ramsau

## American Football
- 5. Februar: Die New England Patriots gewinnen Super Bowl LI in Houston, Texas, gegen die Atlanta Falcons mit 34:28, wobei der Super Bowl zum ersten Mal in der Geschichte erst in der Overtime entschieden wurde.
- 10. Juni: Titelverteidiger New Yorker Lions gewinnt mit 55:14 gegen Frankfurt Universe den Eurobowl XXXI.
- 29. Juli: Die Vienna Vikings gewinnen Austrian Bowl XXXIII gegen die Swarco Raiders Tirol mit 45:26.
- 7. Oktober: Die Schwäbisch Hall Unicorns gewinnen German Bowl XXXIX im Friedrich-Ludwig-Jahn-Sportpark, Berlin, gegen die New Yorker Lions mit 14:13.

## Badminton
Höhepunkte des Badmintonjahres 2017 waren der Sudirman Cup und die Weltmeisterschaften. Bedeutende Turnierserien waren die BWF Super Series und der BWF Grand Prix. Bei Multisportveranstaltungen stand Badminton bei den Südostasienspielen, den Ostasienspielen, den Juegos Bolivarianos, den Deaflympics, den Asian Youth Games, den Mittelmeerspielen, den World Masters Games und der Universiade im Programm.

### BWF Super Series
| Veranstaltung | Herreneinzel             | Dameneinzel       | Herrendoppel                                   | Damendoppel                             | Mixed                         |
| ------------- | ------------------------ | ----------------- | ---------------------------------------------- | --------------------------------------- | ----------------------------- |
| England       | Lee Chong Wei            | Tai Tzu-ying      | Markus Fernaldi Gideon Kevin Sanjaya Sukamuljo | Chang Ye-na Lee So-hee                  | Lu Kai Huang Yaqiong          |
| Indien        | Viktor Axelsen           | P. V. Sindhu      | Markus Fernaldi Gideon Kevin Sanjaya Sukamuljo | Shiho Tanaka Koharu Yonemoto            | Lu Kai Huang Yaqiong          |
| Malaysia      | Lin Dan                  | Tai Tzu-ying      | Markus Fernaldi Gideon Kevin Sanjaya Sukamuljo | Yuki Fukushima Sayaka Hirota            | Zheng Siwei Chen Qingchen     |
| Singapur      | Sai Praneeth Bhamidipati | Tai Tzu-ying      | Mathias Boe Carsten Mogensen                   | Kamilla Rytter Juhl Christinna Pedersen | Lu Kai Huang Yaqiong          |
| Indonesien    | Srikanth Kidambi         | Sayaka Sato       | Li Junhui Liu Yuchen                           | Chen Qingchen Jia Yifan                 | Tontowi Ahmad Liliyana Natsir |
| Australien    | Srikanth Kidambi         | Nozomi Okuhara    | JapanTakeshi Kamura Keigo Sonoda               | Misaki Matsutomo Ayaka Takahashi        | Zheng Siwei Chen Qingchen     |
| Korea         | Anthony Ginting          | P. V. Sindhu      | Mathias Boe Carsten Mogensen                   | Huang Yaqiong Yu Xiaohan                | Praveen Jordan Debby Susanto  |
| Japan         | Viktor Axelsen           | Carolina Marín    | Markus Fernaldi Gideon Kevin Sanjaya Sukamuljo | Misaki Matsutomo Ayaka Takahashi        | Wang Yilu Huang Dongping      |
| Dänemark      | Srikanth Kidambi         | Ratchanok Intanon | Liu Cheng Zhang Nan                            | Lee So-hee Shin Seung-chan              | Tang Chun Man Tse Ying Suet   |
| Frankreich    | Srikanth Kidambi         | Tai Tzu-ying      | Lee Jhe-huei Lee Yang                          | Greysia Polii Apriyani Rahayu           | Tontowi Ahmad Liliyana Natsir |
| China         | Chen Long                | Akane Yamaguchi   | Markus Fernaldi Gideon Kevin Sanjaya Sukamuljo | Chen Qingchen Jia Yifan                 | Zheng Siwei Huang Yaqiong     |
| Hongkong      | Lee Chong Wei            | Tai Tzu-ying      | Markus Fernaldi Gideon Kevin Sanjaya Sukamuljo | Chen Qingchen Jia Yifan                 | Zheng Siwei Huang Yaqiong     |
| Finale        | Viktor Axelsen           | Akane Yamaguchi   | Markus Fernaldi Gideon Kevin Sanjaya Sukamuljo | Shiho Tanaka Koharu Yonemoto            | Zheng Siwei Chen Qingchen     |

## Biathlon

### Weltcup
Sowohl bei den Männern als auch bei den Frauen endet die im Vorjahr begonnene Weltcup-Saison am 19. März im norwegischen Oslo. Bei den Männern konnte zum sechsten Mal hintereinander der Franzose Martin Fourcade den Gesamtweltcup gewinnen. Zudem sicherte er sich den Einzel-, Massenstart-, Sprint- und Verfolgungsweltcup. Den zweiten Platz im Gesamtweltcup belegte Anton Schipulin aus Russland vor den Norweger Johannes Thingnes Bø.
Bei den Frauen sicherte sich die Deutsche Laura Dahlmeier zum ersten Mal in ihrer Karriere den Gesamtweltcup vor der Tschechin Gabriela Koukalová und Kaisa Mäkäräinen aus Finnland. Neben den Gesamtweltcup sicherte sich Dahlmeier auch den Einzel- und Verfolgungsweltcup, währenddessen Koukalová den Sprint- und Massenstartweltcup gewann.
Die Nationenwertung konnte bei den Frauen und den Männern jeweils die deutsche Mannschaft gewinnen, zudem sicherte sich die deutsche Mannschaft den Staffelweltcup bei den Frauen und den Mixed-Staffelweltcup. Bei den Männern konnte die russische Mannschaft den Staffelweltcup gewinnen.
Die neue Weltcup-Saison beginnt am 27. November im schwedischen Östersund.

### Weltmeisterschaften
Die 49. Biathlon-Weltmeisterschaften fanden vom 8. bis 19. Februar im österreichischen Hochfilzen statt. Mit insgesamt sieben Goldmedaillen und einer Silbermedaille war die deutsche Mannschaft die erfolgreichste Nation bei diesen Welttitelkämpfen und zudem stellte die deutsche Mannschaft mit Laura Dahlmeier die erfolgreichste Athletin bei den Weltmeisterschaften. Sie gewann bei allen ihrer sechs Starts eine Medaille. Außer bei dem Sprintwettbewerb, wo sie hinter Gabriela Koukalová die Silbermedaille gewann, gewann sie bei den Wettbewerben jeweils die Goldmedaille.

### World Team Challenge
Die 16. World Team Challenge fand am 28. Dezember 2017 wieder in der Veltins-Arena auf Schalke in Gelsenkirchen statt. Mit Vanessa Hinz und Simon Schempp konnten zwei deutsche Athleten die World Team Challenge gewinnen. Es war der vierte Sieg für Deutschland und damit zog man mit der bisherigen besten Nation Norwegen gleich.

## Cricket
- 22. Juni: Afghanistan und Irland werden Full Member des International Cricket Council (ICC).

## Fußball

### Fußball-Afrikameisterschaft
Vom 14. Januar bis 5. Februar wurde die 31. Fußball-Afrikameisterschaft ausgetragen. Für den vom CAF ausgerichteten Wettbewerb hatten sich von 52 Bewerbern 16 Nationen qualifiziert. Diesjähriger Gastgeber war Gabun. Das Finale fand am 5. Februar in der Landeshauptstadt Libreville statt, in dem Kamerun mit 2:1 gegen Ägypten gewann. Kamerun gewann diesen Wettbewerb bereits zum fünften Mal. Mit dem Sieg qualifizierten sie sich für den FIFA-Konföderationen-Pokal im Sommer.

### FIFA Konföderationen-Pokal
Am 17. Juni beginnt der 10. FIFA-Konföderationen-Pokal (offiziell FIFA Confederations Cup). Für den vom Weltverband FIFA ausgerichteten Wettbewerb sind der Gastgeber Russland, Weltmeister Deutschland sowie die sechs amtierenden Sieger der Kontinentalmeisterschaften qualifiziert. Das Finale fand am 2. Juli 2017 in Sankt Petersburg statt und die deutsche Nationalmannschaft besiegte die favorisierten Chilenen mit 1:0 und konnten zum ersten Mal den Konföderationen-Pokal für Deutschland gewinnen.

### CONCACAF Gold Cup
Die 24. Ausspielung des CONCACAF Gold Cup fand zwischen dem 7. und 26. Juli in den Vereinigten Staaten statt. Im Eröffnungsspiel am 7. Juli trafen Französisch-Guayana und Kanada aufeinander und Kanada setzte sich mit 4:2 durch. Für Aufregung sorgte das Französisch-Guayana im Spiel gegen Honduras den früheren französischen Nationalspieler Florent Malouda eingesetzt hatte. Die CONCACAF wertete das Spiel daraufhin mit einem 3:0-Sieg für Honduras. Am 26. Juli 2017 wurde in Santa Clara das Finale zwischen den Gastgebern aus den Vereinigten Staaten und Jamaika veranstaltet. Durch den 2:1-Sieg konnten die Vereinigten Staaten zum sechsten Mal den Gold Cup gewinnen.

### Europameisterschaft
Die 12. Fußball-Europameisterschaft der Frauen beginnt am 16. Juli. Für den von der UEFA organisierten Wettbewerb haben sich von 48 Bewerbern 16 Nationen qualifiziert. Diesjähriger Gastgeber ist die Niederlande. Das Finale fand am 6. August in Enschede statt, welches der Gastgeber nach einem 4:2 gegen Dänemark für sich entschied. Während die deutsche Nationalmannschaft bereits im Viertelfinale gegen Dänemark ausschied, schied die Nationalmannschaft aus Österreich im Halbfinale gegen Dänemark aus. Die Schweizer Nationalmannschaft schied bereits in der Gruppenphase aus.

### Nationale Meisterschaften
- Brasilien: Sieger der der Saison 2017 der Campeonato Brasileiro Série A wird Corinthians. Torschützenkönige mit 18 Toren werden Jô (Corinthians, Brasilien) und Henrique Dourado (Fluminense, Brasilien).
- Deutschland: FC Bayern München wird in der Saison 2016/17 Deutscher Meister vor RB Leipzig. Torschützenkönig mit 31 Toren wird Pierre-Emerick Aubameyang (Borussia Dortmund, Frankreich).
- Deutschland (Frauen): VfL Wolfsburg wird in der Saison 2016/17 Deutscher Meister der Frauen vor FC Bayern München. Torschützenkönigin mit 17 Toren wird Mandy Islacker (1. FFC Frankfurt, Deutschland).
- England: Sieger der Premier-League-Saison 2016/17 wird FC Chelsea. Vizemeister wird Tottenham Hotspur. Torschützenkönig mit 29 Toren wird Harry Kane (Tottenham Hotspur, England).
- Frankreich: Meister der französischen Division 1 wird AS Monaco. Torschützenkönig mit 35 Toren wird Edinson Cavani (Paris Saint-Germain, Uruguay).
- Frankreich (Frauen): Meister der französischen Division 1 Féminine wird Olympique Lyon vor HSC Montpellier. Torschützenkönigin mit 20 Toren werden Ada Hegerberg (Olympique Lyon, Norwegen) und Eugénie Le Sommer (Olympique Lyon, Frankreich).
- Italien: Sieger der Serie-A-Saison 2016/17 wird Juventus Turin. Vizemeister wird AS Rom. Torschützenkönig mit 29 Toren wird Edin Džeko (AS Rom, Bosnien und Herzegowina).
- Österreich: FC Red Bull Salzburg wird österreichischer Fußballmeister.
- Polen: Sieger der Ekstraklasa-Saison 2016/17 wird Legia Warschau. Torschützenkönige mit 18 Toren werden Marco Paixão (Lechia Gdańsk, Portugal) und Marcin Robak (Lech Posen, Polen).
- Portugal: Benfica Lissabon kann die Meisterschaft dem FC Porto verteidigen. Torschützenkönig mit 34 Toren wird Bas Dost (Sporting Lissabon, Niederlande).
- Schweiz: Der FC Basel wird Sieger der 120. Schweizer Meisterschaft.
- Spanien: Real Madrid sichert sich die spanische Meisterschaft vor dem FC Barcelona. Torschützenkönig mit 37 Toren wird Lionel Messi (FC Barcelona, Argentinien).
- Spanien (Frauen): Atlético Madrid wird in der Saison 2016/17 Spanischer Meister der Frauen vor dem FC Barcelona.
- Tschechien: Sieger in der Saison 2016/17 der höchsten tschechischen Spielklasse wird Slavia Prag vor Viktoria Pilsen. Torschützenkönige mit 15 Toren werden David Lafata (Sparta Prag, Tschechien) und Milan Škoda (Slavia Prag, Tschechien).
- USA: Im Finale der Major League Soccer setzte sich der Toronto FC gegen Seattle Sounders durch. Torschützenkönig mit 24 Toren wird Nemanja Nikolics (Chicago Fire, Ungarn).
- USA (Frauen): Im Finale der National Women’s Soccer League setzten sich die Portland Thorns FC gegen die North Carolina Courage durch. Torschützenkönigin mit 17 Toren wurde Sam Kerr (Sky Blue FC, Australien).

### Höhepunkte im europäischen Vereinsfußball
- 24. Mai: Finale der UEFA Europa League 2016/17 in Solna, Schweden
- 1. Juni: Finale der UEFA Women’s Champions League 2016/17 in Cardiff, Wales
- 3. Juni: Finale der UEFA Champions League 2016/17 in Cardiff, Wales

## Handball

### Weltmeisterschaft (Männer)
Die 25. Handball-Weltmeisterschaft der Männer wurde vom 11. bis 29. Januar in Frankreich ausgetragen. Mit den Spiel Frankreich gegen Brasilien wurde die Weltmeisterschaft eröffnet. Das Finalspiel zwischen Frankreich und Norwegen fand in Paris statt. Titelverteidiger Frankreich gewann das Spiel mit 33:26-Sieg und wurde erneut Weltmeister. Es war insgesamt Frankreichs sechster Weltmeistertitel.
Die deutsche Handballnationalmannschaft, welche als amtierende Europameister für das Turnier qualifiziert waren, scheiterte im Achtelfinale an Katar. Die österreichische Handballnationalmannschaft scheiterte in den Play-off-Spiele an Serbien und qualifizierte sich nicht für die WM. Die Schweizer Nationalmannschaft scheiterte schon in der Qualifikationsgruppenphase.

### Weltmeisterschaft (Frauen)
Die 23. Handball-Weltmeisterschaft der Frauen wurde zwischen dem 1. und dem 17. Dezember 2017 in Deutschland ausgetragen. Das Turnier wurde mit den Spiel zwischen Deutschland und Kamerun in Leipzig eröffnet. Im Finale in Hamburg standen sich Frankreich und der Titelverteidiger Norwegen gegenüber. Die Französinnen entschieden das Match durch einen 23:21-Sieg für sich und sicherten sich damit ihren zweiten Weltmeistertitel. Erstmals seit 1982 konnte das gleiche Land sowohl die Handball-Weltmeisterschaft der Frauen als auch der Männer gewinnen.
Die deutsche Nationalmannschaft war als Gastgeber qualifiziert und schied im Achtelfinale gegen Dänemark aus. In den Play-off-Spiele scheiterte die österreichische Handballnationalmannschaft an Rumänien und qualifizierte sich nicht für die Weltmeisterschaft. Die Schweizer Nationalmannschaft scheiterte schon in der Qualifikationsgruppenphase.

## Nordische Kombination

### Weltcup
Die 34. Auflage vom Weltcup der Nordischen Kombination startete am 26. November 2016 im finnischen Ruka und endete am 19. März 2017 im deutschen Schonach im Schwarzwald. Die Weltcupsaison wurde von der deutschen Mannschaft dominiert. Sie gewann von insgesamt 25 Wettkämpfen 22 Wettbewerbe und verpassten nur bei einem Wettbewerb einen Platz auf dem Podest.
In der Saison wechselte das gelbe Trikot des Weltcupführenden mehrfach zwischen Johannes Rydzek und Eric Frenzel. Die Entscheidung über den Gewinn des Gesamtweltcups fiel erst beim letzten Rennen in Schonach. Vor dem Rennen führte der viermalige Gesamtweltcupsieger Eric Frenzel vor Johannes Rydzek. Obwohl Johannes Rydzeck nach dem Springen eine gute Ausgangsposition hatte, gelang es ihm nicht einen erneuten Wechsel des Gelben Trikots herbeizuführen, sondern er musste der langen Saison Tribut zollen und viel zurück. Im Gegensatz dazu konnte Eric Frenzel seinen Rückstand auf der Loipe aufholen und gewann das letzte Rennen souverän vor dem Franzosen François Braud und dem Japaner Akito Watabe.

Somit gewann Eric Frenzel vor Johannes Rydzek den Gesamtweltcup. Bis vor dem letzten Rennen sah es so aus das erstmals drei Athleten aus derselben Nation die ersten drei Plätze im Gesamtweltcup unter sich ausmachen. Doch durch den dritten Platz von Akito Watabe und den 15. Platz von Fabian Rießle konnte sich der Japaner in der Gesamtwertung noch den dritten Platz ergattern. In der Nationenwertung gewann Deutschland souverän vor Österreich und Norwegen.
Die 35. Auflage des Weltcups der Nordischen Kombination startet am 24. November 2017 im finnischen Ruka und endet am 25. März 2018 im deutschen Schonach im Schwarzwald.

### Nordic Combined Triple
Das Nordic Combined Triple wurde im Weltcup 2016/17 zum insgesamt vierten Mal im österreichischen Seefeld in Tirol ausgetragen. Bisher konnte der Deutsche Eric Frenzel alle neun Rennen des Nordic Combined Triples gewinnen und somit auch alle drei Nordic Combined Triples. Diese Serie wurde von Johannes Rydzek unterbrochen. Er konnte sowohl das erste als auch das zweite Rennen vor Eric Frenzel gewinnen. Durch den Sieg im letzten Rennen konnte Eric Frenzel aber auch die vierte Auflage des Nordic Combined Triples gewinnen. Den zweiten Platz belegte Johannes Rydzek und den dritten der Österreicher Bernhard Gruber.

## Motorsport

### Formel 1
Die 68. Formel-1-Weltmeisterschaft begann am 26. März im australischen Melbourne. Titelverteidiger Nico Rosberg hat Ende 2016 ebenso wie Jenson Button und Felipe Massa seine Karriere beendet. Den Platz des zweiten Fahrers neben Lewis Hamilton beim amtierenden Konstrukteurs-Weltmeister Mercedes nahm der Finne Valtteri Bottas ein. Durch diesen Wechsel trat Felipe Massa von seinen Karriereende zurück und startet erneut für Williams F1 in der Formel 1.
Insgesamt sind für diese Saison 20 Rennen angesetzt. Der Große Preis von Deutschland wurde nach 2015 erneut aus dem Rennkalender gestrichen. Die Saison wird mit dem Rennen am 26. November in Abu Dhabi enden.

### DTM
Die 31. Saison der Deutsche Tourenwagen-Masters begann am 5. Mai am Hockenheimring.

### Motorrad-Weltmeisterschaft
Die 69. Saison der Motorrad-Weltmeisterschaft, mit den drei Klassen MotoGP, Moto2 und Moto3, begann am 26. März in Katar auf dem Losail International Circuit. Nach geplanten 18 Rennen wird das Saisonfinale am 12. November in Valencia stattfinden.

### Superbike-Weltmeisterschaft
Am 25. Februar begann die 30. Saison der Superbike-Weltmeisterschaft in Australien auf dem Phillip Island Circuit. Geplant sind 13 Veranstaltungen mit je zwei Rennen. Das Saisonfinale wird am 4. November in Katar auf dem Losail International Circuit stattfinden.

## Radsport

### Giro d’Italia
Der 100. Giro d’Italia fand vom 5. bis zum 28. Mai statt und bestand aus insgesamt 21 Etappen über 3.609 Kilometer. Der deutsche André Greipel trug das Maglia Rosa, als das Trikot des Gesamtführenden, nach seinem Sieg auf der zweiten Etappe für eine Etappe. Auf der letzten Etappe ergatterte der Niederländer Tom Dumoulin das Maglia Rosa vom Nairo Quintana aus Kolumbien. Die Punktewertung entschied der Kolumbianer Fernando Gaviria für sich und die Bergwertung der Spanier Mikel Landa. Der beste Nachwuchsfahrer wurde der Luxemburger Bob Jungels und das Team Movistar Team sicherte sich die Mannschaftswertung.

### Tour de France
Die 104. Tour de France fand vom 1. bis 23. Juli hauptsächlich in Frankreich statt, führte aber auch durch Belgien, Luxemburg und Deutschland, wo sie in der nordrhein-westfälischen Landeshauptstadt Düsseldorf startete. Die Tour bestand aus 21 Etappen über insgesamt 3.516 Kilometer. Chris Froome konnte zum dritten Mal hintereinander und zum insgesamt vierten Mal die Tour de France gewinnen. Die Punktewertung konnte Michael Matthews aus Australien gewinnen und die Bergwertung gewann der Franzose Warren Barguil. Bargiul wurde zudem als kampfreichster Fahrer ausgezeichnet. Der beste Nachwuchsfahrer wurde der Brite Simon Yates und das Team Sky sicherte sich die Mannschaftswertung.

## Rugby Union
- 26. August: Neuseeland gewinnt das Finale der Frauen-Rugby-Union-Weltmeisterschaft in Belfast 41:32 gegen England.

## Skispringen

### Weltcup
Der Skisprung-Weltcup der Frauen startete am 2. Dezember 2016 auf den Lysgårdsbakken in Lillehammer und endete am 12. März 2017 auf den Holmenkollbakken in Oslo. Den Sieg im Gesamtweltcup sicherte sich zum vierten Mal die Japanerin Sara Takanashi. Im Gegensatz zu den vorherigen Saison war sie aber nicht mehr die absolute Seriensiegerin. Sie konnte „nur“ neun Springen von 19 Springen gewinnen. Neben ihr konnten noch Yūki Itō, Maren Lundby und Katharina Althaus Weltcup-Siege feiern. In der Mannschaftswertung setzte sich erneut Japan vor der deutschen und der slowenischen Mannschaft durch.
Der Skisprung-Weltcup der Männer begann am 25. November auf der Rukatunturi-Schanze in Kuusamo und endete am 26. März 2017 auf der Letalnica bratov Gorišek in Planica. Den Gesamtweltcup konnte erstmals der Österreicher Stefan Kraft gewinnen. Den zweiten und dritten Platz belegte der Pole Kamil Stoch und der Norweger Daniel-André Tande. Zudem konnte Stefan Kraft den Skiflug-Weltcup vor Andreas Wellinger und Kamil Stoch gewinnen. In der Mannschaftswertung setzte sich Polen vor den Mannschaften aus Österreich und Deutschland durch.
Der Weltcup der Frauen startete am 1. Dezember auf den Lysgårdsbakken in Lillehammer. Bis zum Jahreswechsel konnte die deutsche Katharina Althaus zwei Weltcups gewinnen, genauso wie Maren Lundby und beiden führten punktgleich den Skisprung-Weltcup an. Am 16. Dezember 2017 wurde zum ersten Mal im Damen-Weltcup ein Team-Wettbewerb ausgetragen. Die japanische Mannschaft um Yūki Itō, Kaori Iwabuchi, Yūka Setō und Sara Takanashi konnte sich vor Russland und Frankreich durchsetzen. Die deutsche Mannschaft belegte aufgrund der Verletzung von Svenja Würth, welche im zweiten Durchgang keinen Sprung absolvierte, nur den vierten Platz. Die österreichische Mannschaft belegte den sechsten Platz.
Die neue Weltcup-Saison begann für die Männer am 18. November auf der Malinka in Wisła. Bis zum Jahreswechsel konnte der deutsche Richard Freitag drei Weltcup-Springen gewinnen und führte den Gesamt-Weltcup an. Aus deutscher Sicht konnte zudem Andreas Wellinger einen Weltcup-Sieg verbuchen.

### Vierschanzentournee
Am 6. Januar war der Abschluss der 65. Vierschanzentournee. An dem bereits Ende des Vorjahres begonnenen vom Weltverband FIS organisierten Traditionswettbewerb, der wie immer in den deutschen und österreichischen Städten Oberstdorf, Garmisch-Partenkirchen, Innsbruck und Bischofshofen stattfindet, nahmen 80 Athleten teil. Die Tournee war Teil des Weltcups. Gesamtsieger der Tournee wurde der Pole Kamil Stoch, der hiermit nach Adam Małysz im Jahr 2001 erst der zweite seiner Nation war. Mit Piotr Żyła auf Platz zwei war es seit 1984 das erste Mal, dass die Plätze eins und zwei alleine von Athleten derselben Nation, vom Dominator Österreich abgesehen, belegt wurden.
Am 30. Dezember begann die 66. Vierschanzentournee, die in das neue Jahr 2018 hineinreicht. Nachdem Richard Freitag aus Deutschland die Qualifikation von der Schattenbergschanze in Oberstdorf gewinnen konnte, belegte er im Springen hinter Kamil Stoch den zweiten Platz.

### Weltmeisterschaften
Vom 22. Februar bis zum 5. März fanden im finnischen Lahti die Nordischen Skiweltmeisterschaften für die Sportarten Skispringen sowie Skilanglauf und Nordische Kombination statt. Bei den Frauen konnte die deutsche Carina Vogt ihren Titel von vor zwei Jahren verteidigen. Sie gewann vor den beiden Japanerinnen Yūki Itō und Sara Takanashi.
Bei den Männern gewann Stefan Kraft aus Österreich von der Groß- und von der Normalschanze jeweils vor dem Deutschen Andreas Wellinger die Goldmedaille. Im Wettbewerb von der Normalschanze komplettierte der deutsche Markus Eisenbichler und bei den Wettbewerb von der Großschanze der Pole Piotr Żyła.
Bei den Mannschaftswettbewerb verpasste die deutsche Mannschaft mit Platz vier. Den Wettbewerb gewannen die polnische Mannschaft vor Norwegen und Österreich. Die deutsche Mixed-Mannschaft bestehend aus Carina Vogt, Markus Eisenbichler, Svenja Würth und Andreas Wellinger konnte den Wettbewerb zum zweiten Mal nach 2015 gewinnen. Sie verwiesen die Mannschaften aus Österreich und Japan aus den zweiten und dritten Platz.

### Raw Air
In der Saison 2016/17 wurde erstmals der Wettbewerb Raw Air ausgetragen. An vier Schanzen in Norwegen werden innerhalb von zehn Tagen sechs Wettbewerbe und vier Qualifikationen ausgetragen werden. Sowohl die Wettbewerbssprünge als auch die Qualifikationssprünge gingen in die Wertung ein. Am Ende konnte sich der Österreicher Stefan Kraft vor dem Polen Kamil Stoch und den deutschen Andreas Wellinger durchsetzen.

### Lillehammer Triple
In der Skisprung-Saison der Damen 2017/18 wurde zwischen dem 1. und dem 3. Dezember 2017 erstmals das Lillehammer Triple ausgetragen. Es wurden zwei Wettbewerbe auf der Normalschanze und ein Wettbewerb auf der Großschanze durchgeführt. Durch zwei Siege konnte sich die Deutsche Katharina Althaus vor der Norwegerin Maren Lundby und der Japanerin Yūki Itō durchsetzen.

## Tennis

### Grand-Slam-Turniere

#### Australian Open
Die 105. Australian Open fanden vom 16. bis 29. Januar im australischen Melbourne statt. Sieger im Einzel wurden zwei bekannte Altmeister, der Schweizer Roger Federer (18. Grand-Slam-Titel) bei den Herren und die US-Amerikanerin Serena Williams (23. Grand-Slam-Titel) bei den Damen, die im Finale auf ihre ältere Schwester Venus traf.

#### French Open
Die 116. French Open fanden vom 28. Mai bis zum 11. Juni in der französischen Hauptstadt Paris statt. Titelverteidiger im Einzel waren der Serbe Novak Đoković bei den Herren und die Spanierin Garbiñe Muguruza bei den Damen. Siegerin im Einzel wurde Jeļena Ostapenko, die ihren ersten Grand-Slam-Titel gewinnen konnte, bei den Herren siegte Rafael Nadal, der das Turnier bereits zum zehnten Mal gewann, seinen 15. Grand-Slam-Titel insgesamt.

#### Wimbledon
Die 131. Wimbledon Championships fanden vom 3. bis 16. Juli im Londoner Stadtteil Wimbledon statt. Titelverteidiger des Traditionswettbewerbs im Einzel waren der Brite Andy Murray bei den Herren und die US-Amerikanerin Serena Williams bei den Damen. Den Einzeltitel bei den Damen sicherte sich Garbiñe Muguruza, die nach dem Gewinn der French Open 2016 ihren zweiten Grand-Slam-Titel gewann, bei den Herren siegte Roger Federer, der das Turnier zum achten Mal gewann und mit dem Sieg seinen insgesamt 19. Grand-Slam-Titel feiern konnte.

#### US Open
Die 136. US Open finden vom 28. August bis zum 10. September in der US-amerikanischen Großstadt New York statt. Titelverteidiger im Einzel sind der Schweizer Stan Wawrinka bei den Herren und die Deutsche Angelique Kerber bei den Damen.

### World Tour Finals

#### ATP World Tour Finals
12. bis 19. November: ATP Finals

#### WTA Tour Championships
22. bis 29. Oktober: WTA Championships

### Hopman Cup
Der 29. Hopman Cup wurde vom 1. bis zum 7. Januar im australischen Perth ausgetragen.

## Gestorben

### Januar
- 01. Januar: Lorne Loomer, kanadischer Ruderer (* 1937)
- 01. Januar: Alexander Tschutschelow, sowjetischer Segelsportler (* 1933)
- 01. Januar: Talat Tunçalp, türkischer Radrennfahrer (* 1915)
- 02. Januar: Jean Vuarnet, französischer Skirennfahrer (* 1933)
- 02. Januar: Wiktor Grigorjewitsch Zarjow, sowjetischer Fußballspieler und -trainer (* 1931)
- 04. Januar: Ezio Pascutti, italienischer Fußballspieler (* 1937)
- 04. Januar: Milt Schmidt, kanadischer Eishockeyspieler und -trainer (* 1918)
- 08. Januar: Werner Erb, deutscher Fußballspieler (* 1932)
- 10. Januar: Ryszard Parulski, polnischer Fechter und Sportfunktionär (* 1938)
- 11. Januar: François Van der Elst, belgischer Fußballspieler (* 1954)
- 18. Januar: Wilhelm Noll, deutscher Motorradrennfahrer (* 1926)
- 20. Januar: Klaus Huhn, deutscher Sportjournalist (* 1928)
- 21. Januar: Keith Hall, britischer Autorennfahrer (* 1929)
- 26. Januar: Michael Tönnies, deutscher Fußballspieler (* 1959)

### Februar
- 09. Februar: Piet Keizer, niederländischer Fußballspieler (* 1943)
- 15. Februar: Manfred Kaiser, deutscher Fußballspieler (* 1929)
- 17. Februar: Erland Kops, dänischer Badmintonspieler (* 1937)
- 26. Februar: Frank Jacobsson, schwedischer Fußballspieler und -trainer (* 1930)

### März
- 03. März: Raymond Kopa, französischer Fußballspieler (* 1931)
- 09. März: Anthony Delhalle, französischer Motorrad- und Automobilrennfahrer (* 1982)
- 09. März: Grethe Lovsø, dänische Leichtathletin (* 1926)
- 10. März: Maurice Lusien, französischer Schwimmer (* 1926)
- 10. März: John Surtees, britischer Motorrad- und Automobilrennfahrer (* 1934)
- 19. März: Roger Pingeon, französischer Radrennfahrer (* 1940)
- 19. März: Jürgen Unger, deutscher Basketballschiedsrichter und Sportfunktionär (* 1964)
- 26. März: Philippe d’Ursel, belgischer Skirennläufer (* 1920)
- 000März: Liévin Lerno, belgischer Radrennfahrer (* 1927)

### April
- 04. April: Karl Stotz, österreichischer Fußballspieler und -trainer (* 1927)
- 10. April: Jack Ahearn, australischer Motorradrennfahrer (* 1924)
- 18. April: Gustav Bubník, tschechoslowakischer Eishockeyspieler und -trainer (* 1928)
- 18. April: Alexandre de Carvalho Kaneko, brasilianischer Fußballspieler und Unternehmer (* 1946)
- 22. April: Michele Scarponi, italienischer Radrennfahrer (* 1979)
- 23. April: Åke Larsson, schwedischer Fußballspieler (* 1931)
- 23. April: František Rajtoral, tschechischer Fußballspieler (* 1986)
- 29. April: Fritz Cron, deutscher Motorradrennfahrer (* 1925)

### Mai
- 05. Mai: Adolph Kiefer, US-amerikanischer Schwimmer (* 1918)
- 06. Mai: Steven Holcomb, US-amerikanischer Bobpilot (* 1980)
- 10. Mai: Ted Hibberd, kanadischer Eishockeyspieler (* 1926)
- 12. Mai: Yale Lary, US-amerikanischer American-Football-Spieler (* 1930)
- 14. Mai: Frank Brian, US-amerikanischer Basketballspieler (* 1923)
- 20. Mai: Paul Falk, deutscher Eiskunstläufer (* 1921)
- 22. Mai: Nicky Hayden, US-amerikanischer Motorradrennfahrer (* 1981)
- 23. Mai: Cortez Kennedy, US-amerikanischer American-Football-Spieler (* 1968)
- 27. Mai: Kiran Ashar, indischer Cricketspieler (* 1947)

### Juni

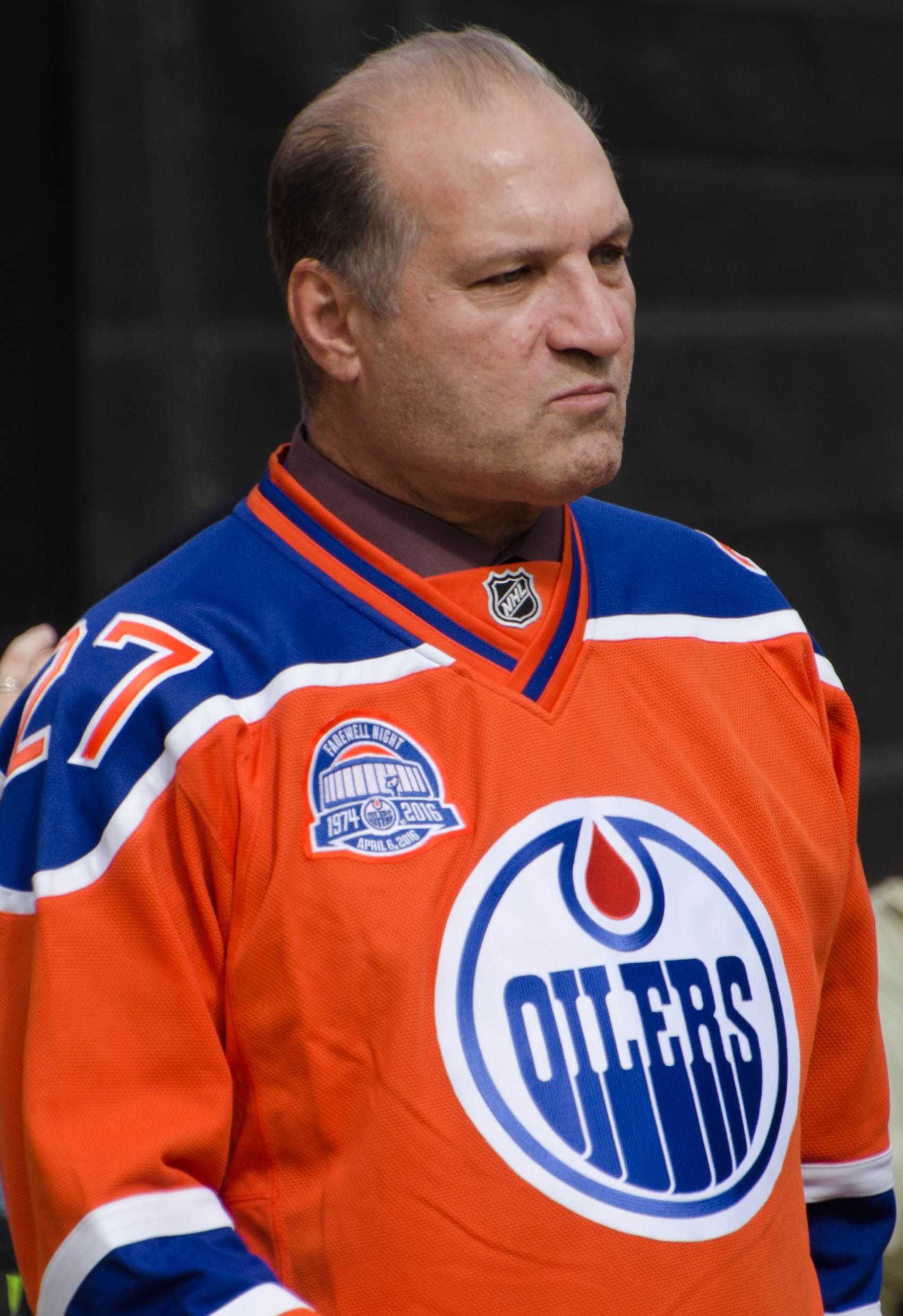
Dave Semenko

- 05. Juni: Cheik Tioté, ivorischer Fußballspieler (* 1986)
- 08. Juni: Ademar Fonseca, brasilianischer Fußballtrainer (* 1963)
- 13. Juni: Rick Tuten, US-amerikanischer American-Football-Spieler (* 1965)
- 18. Juni: Tony Liscio, US-amerikanischer American-Football-Spieler (* 1940)
- 26. Juni: Guillermo Velásquez, kolumbianischer Fußballschiedsrichter (* 1934)
- 29. Juni: Dave Semenko, kanadischer Eishockeyspieler (* 1957)

### Juli
- 01. Juli: Þórir Jónsson, isländischer Skirennläufer (* 1926)
- 02. Juli: Mihai Albu, rumänischer Basketballspieler und -trainer (* 1938)
- 03. Juli: Joe Robinson, britischer Wrestler (* 1927)
- 04. Juli: Heinz Schneiter, Schweizer Fußballspieler (* 1935)
- 05. Juli: Werner Waddey, deutscher Fußballspieler (* 1946)
- 06. Juli: Lester Habegger. US-amerikanischer Basketballtrainer (* 1924)
- 06. Juli: Nancy Jeffett, US-amerikanische Tennisspielerin (* 1928)
- 08. Juli: Sylvia Nooij, niederländische Fußballspielerin (* 1984)
- 08. Juli: Jochen Wilhelm, deutscher Radsporttrainer (* 1943)
- 11. Juli: Gert Trinklein, deutscher Fußballspieler (* 1949)
- 15. Juli: Josef Hamerl, österreichischer Fußballspieler (* 1931)
- 20. Juli: Bernhard Kempa, deutscher Handballspieler und -trainer (* 1920)
- 22. Juli: František Ševčík, tschechoslowakischer Eishockeyspieler (* 1942)
- 23. Juli: Gennadi Moissejew, sowjetischer Motocrossfahrer (* 1948)
- 24. Juli: Walter Proebst, deutscher Motorrad- und Autorennfahrer (* 1934)
- 25. Juli: Gretel Bergmann, deutsch-amerikanische Leichtathletin (* 1914)
- 26. Juli: Leo Kinnunen, finnischer Automobilrennfahrer (* 1943)

### August
- 01. August: Jérôme Golmard, französischer Tennisspieler (* 1973)
- 03. August: Ángel Nieto, spanischer Motorradrennfahrer (* 1947)
- 05. August: Joe Cilia, maltesischer Fußballspieler und -trainer (* 1937)
- 06. August: Betty Cuthbert, australische Leichtathletin (* 1938)
- 21. August: Carina Lilge-Leutner, österreichische Langstreckenläuferin (* 1960)
- 26. August: Josef Musil, tschechoslowakischer Volleyballspieler (* 1932)
- 28. August: Raymond Lopez, französischer Autorennfahrer (* 1931)

### September
- 14. September: Otto Wanz, österreichischer Kraftsportler (* 1943)
- 19. September: Jake LaMotta, US-amerikanischer Boxer (* 1921)
- 26. September: Noël Cunningham-Reid, britischer Autorennfahrer (* 1930)
- 27. September: Hans Gerschwiler, Schweizer Eiskunstläufer (* 1920)
- 28. September: Željko Perušić, jugoslawischer Fußballspieler (* 1936)
- 29. September: Lorenz Funk senior, deutscher Eishockeyspieler (* 1947)
- 30. September: Philippe Médard, französischer Handballspieler (* 1959)

### Oktober
- 04. Oktober: Karel Kolář, tschechoslowakischer Leichtathlet (* 1955)
- 06. Oktober: Connie Hawkins, US-amerikanischer Basketballer (* 1942)
- 08. Oktober: Y. A. Tittle, US-amerikanischer American-Football-Spieler (* 1926)
- 13. Oktober: Lauri Vilkko, finnischer Penthathlet (* 1925)
- 14. Oktober: Roger Delageneste, französischer Autorennfahrer (* 1929)
- 19. Oktober: Roy Sherwood, US-amerikanischer Skispringer (* 1932)
- 21. Oktober: Martin Giese, deutscher Radrennfahrer (* 1937)
- 21. Oktober: William Kimberly, US-amerikanischer Autorennfahrer (* 1933)
- 27. Oktober: Stefan Kiefer, deutscher Motorradrennfahrer und Teamchef (* 1965)

### November
- 05. November: Lothar Thoms, deutscher Radsportler (* 1956)
- 06. November: Feliciano Rivilla, spanischer Fußballspieler (* 1936)
- 07. November: Hans Schäfer, deutscher Fußballspieler (* 1927)
- 09. November: James Sladky, US-amerikanischer Eiskunstläufer (* unbekannt)
- 10. November: Bernhard Eckstein, deutscher Radrennfahrer (* 1935)
- 14. November: Jean-Pierre Schmitz, luxemburgischer Radrennfahrer (* 1932)
- 17. November: Naim Süleymanoğlu, bulgarisch-türkischer Gewichtheber (* 1967)
- 18. November: John Murray, britischer Eishockeyspieler, -trainer und -funktionär (* 1924)
- 18. November: Friedel Rausch, deutscher Fußballspieler und -trainer (* 1940)
- 19. November: Jana Novotná, tschechische Tennisspielerin (* 1968)
- 21. November: Otto Luttrop, deutscher Fußballspieler und -trainer (* 1939)
- 30. November: Alfredo Milani italienischer Motorradrennfahrer (* 1924)

### Dezember
- 01. Dezember: Fredy Schmidtke, deutscher Radrennfahrer (* 1961)
- 01. Dezember: Uli Vos, deutscher Hockeyspieler (* 1946)
- 03. Dezember: Ian Twitchin, englischer Fußballspieler und -trainer (* 1952)
- 05. Dezember: Claude Martin, französischer Ruderer (* 1930)
- 14. Dezember: John Hotchkis, US-amerikanischer Autorennfahrer (* 1931)
- 16. Dezember: Reinhart Fuchs, deutscher Schachspieler und -journalist (* 1934)
- 16. Dezember: Sharon Laws, britische Radrennfahrerin (* 1974)
- 26. Dezember: Johnny Bower, kanadischer Eishockeytorhüter (* 1924)
- 26. Dezember: Gerd Cintl, deutscher Ruderer und Olympiasieger (* 1938)
- 26. Dezember: Gerd Hennig, deutscher Fußballschiedsrichter (* 1935)